# BEAM (jongerenorganisatie)
BEAM is de jongerenorganisatie van de Evangelische Omroep. De organisatie werd, toen nog onder de naam Ronduit, opgericht tijdens de EO-Jongerendag op 10 oktober 1981 in Utrecht. Onder de paraplu van Ronduit zijn tal van activiteiten georganiseerd, zoals de productie van een groot aantal radio- en televisieprogramma's, een eigen magazine en internetsite, een groot aantal reizen en themaweekenden, een eigen band, verschillende publicaties en meerdere theatervoorstelling. In 2011 kreeg Ronduit een nieuwe naam: Neo. Twee jaar later veranderde die naam alweer in BEAM.

## Geschiedenis
In de eerste jaren van haar bestaan richtte de Evangelische Omroep zich al op jongeren. Zo organiseerde de omroep sinds 1975 de EO-Jongerendag. In 1980 werd de jongerenbeweging onder de naam Ronduit Club opgericht. Mensen van het eerste uur waren onder anderen Wim Grandia en Jan van den Bosch. Ronduit slaagt er goed in om jongeren aan zich te binden. In 1986 zijn er meer dan 21.000 leden en in 1991 al meer 40.000. Het absolute record wordt behaald in 1997. Ronduit heeft dan 90.080 leden.
In de jaren '00 was er binnen Ronduit veel aandacht voor het gedachtegoed van pastor Joseph Prince uit Singapore. Deze legde in zijn uitingen sterk de nadruk op het onderwerp 'genade'. Dit ging gepaard met het uitdragen van verschillende standpunten die binnen de groot deel van de achterban van de Evangelische Omroep omstreden zijn, zoals dat mensen hun redding niet meer kunnen verliezen wanneer ze eenmaal tot geloof zijn gekomen en dat God christenen ook in materiaal opzicht extra wil zegenen. Deze onderwerpen kregen in de verschillende uitingsvormen van de omroep, zoals het magazine en de weekenden, ook extra aandacht. Met het vertrek van Marcel Gaasenbeek en Constantijn Geluk rond 2007 nam de aandacht voor dit onderwerp ook af.
Ronduit veranderde in 2011 haar naam naar Neo, twee jaar later werd de naam alweer aangepast naar Beam. In het tweede decennium verschoof de manier waarop de jongerenorganisatie in contact kwam met haar achterban. De nadruk werd verlegd van reguliere mediakanalen als radio en televisie naar digitale platforms als YouTube en Spotify. Tijdens de Coronacrisis moesten vanaf maart 2020 veel kerken hun deuren tijdelijk sluiten. BEAM begon vrijwel direct met het uitzenden van diensten via YouTube die op het hoogtepunt honderdduizend kijkers trokken.

## Activiteiten
BEAM is in de loop van de jaren de initiatiefnemer geweest achter een groot aantal activiteiten. Hieronder volgt een overzicht:

### Conferenties
Ronduit organiseerde tot 2009 verschillende weekendconferenties. Deze conferenties richtte zich op verschillende doelgroepen. In een weekend werden doorgaans meerdere diensten gehouden en was er ruimte voor ontmoeting en gesprek. De EO besloot in 2008 te stoppen met de RonduitWeekend en het RonduitWervelweekend. Zij was daar ooit mee begonnen om "een gat te vullen in dat de kerken aanwezig was". De jongerenorganisatie vond dat er inmiddels zoveel initiatieven waren vanuit kerken, dat de weekenden overbodig werden. Eerder waren de zogeheten 25+-conferenties al opgegaan in een aparte organisaties.

### EO-Jongerendag
Onder de paraplu van BEAM wordt jaarlijks de EO-Jongerendag georganiseerd. Dit begon in 1975 als een Bijbelstudiedag in de Martinihal in Groningen. Op de eerste EO-Jongerendag kwam zo'n tweeduizend man af. Later groeide de dag uit tot het grootste christelijke festijn in Nederland. In 1999 was er een recordaantal van 52.000 bezoekers.  In de loop van de jaren daalde het bezoekersaantal. Zo nam het aantal bezoekers in de periode van 2015 tot 2023 het bezoekersaantal af van grofweg 25.000 tot 15.000. Vanwege de coronapandemie zijn de edities van 2020 en 2021 niet doorgegaan.

### Festivals
De jongerenorganisatie was betrokken bij verschillende festivals. Zo was zij de initiatiefnemer achter Winter Wonder Rock, een muziekfestival dat in de jaren rond de eeuwwisseling verschillende malen georganiseerd werd. Van 2007-2012 was de jongerenafdeling een van de mede-organisatoren van het Flevo Festival. Later organiseerde BEAM enkele malen het Beamfestival.

### Magazine
BEAM geeft sinds 1984 een eigen magazine uit. Het blad wordt verstuurd aan alle jongerenleden van de Evangelische Omroep. In het begin was de naam van het blad EO-Ronduit-club-magazine. In 1993 veranderde de naam naar Ronduit Magazine. Vanaf 2001 heette het Ronduit Insite en later enkel Insite. De huidige naam is BEAM Magazine. 

### Radio- en tv-programma's
Onder de vlag van de organisatie werden er in de loop van de jaren een groot aantal tv- en radioprogramma's geproduceerd. Bekende voorbeelden daarvan zijn het praatprogramma Jong en het muziekprogramma Xnoizz. In 2015 startte het jongerenmerk met wekelijkse live-uitzendingen op YouTube onder de naam Beam Redactie TV. In 2017 werd de naam veranderd naar Beam Live. Tijdens de coronacrisis in Nederland zond BEAM in 2020 en 2021 live eigen kerkdiensten uit op zowel NPO 2 als YouTube. 

### Ronduit Praiseband en BEAM worshipband
In 1989 werd de Ronduit Praiseband opgericht. De band bestond in verschillende samenstellingen en trad op tijdens de EO-Jongerendag en worshipavonden die Ronduit  organiseerde in Nederland en Vlaanderen. De EO stopte in 2009 met de band en de worshipavonden om dezelfde reden als zij met de weekenden stopte (zie conferenties). 
Tijdens EO-Jongerendagen en voorheen de BEAM-kerkdienst wordt de aanbiddingsmuziek nu verzorgd door de BEAM worshipband, die bestaat uit een samenstelling van diverse aanbiddingsleiders.

### Reizen
Vanuit Ronduit Reizen kwam in 1981 de reisorganisatie Beter-uit Reizen voort. Ronduit Reizen was door de toenmalige staatssecretaris van omroep en cultuur verboden omdat deze activiteit vreemd was aan het publieke bestel. Vervolgens werd de naam veranderd naar Beter-uit Reizen. Ook onder de vlag van BEAM werden enkele clubreizen georgansiseerd, waaronder naar Israël.